# العلاقات الطاجيكستانية الهندوراسية
العلاقات الطاجيكستانية الهندوراسية هي العلاقات الثنائية التي تجمع بين طاجيكستان وهندوراس.

## مقارنة بين البلدين
هذه مقارنة عامة ومرجعية للدولتين:
| وجه المقارنة                                              | طاجيكستان                          | هندوراس          |
| --------------------------------------------------------- | ---------------------------------- | ---------------- |
| المساحة (كم2)                                             | 143.10 ألف                         | 112.49 ألف       |
| عدد السكان (نسمة)                                         | 8.92 مليون                         | 9.27 مليون       |
| الكثافة السكانية (ن./كم²)                                 | 62.33                              | 82.41            |
| العاصمة                                                   | دوشنبه                             | تيغوسيغالبا      |
| اللغة الرسمية                                             | اللغة الطاجيكية                    | اللغة الإسبانية  |
| العملة                                                    | ساماني طاجيكي، الروبل الطاجيكستاني | لمبيرة هندوراسية |
| الناتج المحلي الإجمالي (بليون دولار)                      | 7.15 مليار                         | 22.98 مليار      |
| الناتج المحلي الإجمالي (تعادل القوة الشرائية) بليون دولار | 24.03 مليار                        | 41.14 مليار      |
| الناتج المحلي الإجمالي الاسمي للفرد دولار أمريكي          | 925                                | 2.53 ألف         |
| الناتج المحلي الإجمالي للفرد دولار أمريكي                 | 2.69 ألف                           | 4.91 ألف         |
| مؤشر التنمية البشرية                                      | 0.624                              | 0.606            |
| رمز المكالمات الدولي                                      | +992                               | +504             |
| رمز الإنترنت                                              | .tj                                | .hn              |
| المنطقة الزمنية                                           | ت ع م+05:00                        | 00               |

## منظمات دولية مشتركة
يشترك البلدان في عضوية مجموعة من المنظمات الدولية، منها:
| علم المنظمة | اسم المنظمة                        | تاريخ انضمام طاجيكستان | تاريخ انضمام هندوراس |
| ----------- | ---------------------------------- | ---------------------- | -------------------- |
|             | مؤسسة التنمية الدولية              | 4 يونيو 1993           | 23 ديسمبر 1960       |
|             | مؤسسة التمويل الدولية              | 2 ديسمبر 1994          | 20 يوليو 1956        |
|             | منظمة حظر الأسلحة الكيميائية       | ?                      | ?                    |
|             | الأمم المتحدة                      | 2 مارس 1992            | 17 ديسمبر 1945       |
|             | الاتحاد الدولي للاتصالات           | 28 أبريل 1994          | 27 أكتوبر 1925       |
|             | منظمة الشرطة الجنائية الدولية      | ?                      | ?                    |
|             | البنك الدولي للإنشاء والتعمير      | 4 يونيو 1993           | 27 ديسمبر 1945       |
|             | الاتحاد البريدي العالمي            | ?                      | ?                    |
|             | وكالة ضمان الاستثمار متعدد الأطراف | 9 ديسمبر 2002          | 30 يونيو 1992        |
|             | يونسكو                             | 6 أبريل 1993           | 16 ديسمبر 1947       |
|             | الفريق المعني برصد الأرض           | ?                      | ?                    |

## وصلات خارجية
- موقع وزارة الخارجية الهندوراسية